# Nationales Statistisches Komitee der Kirgisischen Republik
Das Nationale Statistische Komitee der kirgisischen Republik (russisch Национальный статистический комитет Кыргызской Республики, kirgisisch Кыргыз Республикасынын Улуттук статистика комитети; auch kurz Nazstatkom) ist die nationale Statistikbehörde Kirgisistans.

## Organisation
Die Behörde ist in folgende Abteilungen unterteilt:
- Zentraler Apparat des Nazstatkom (Nazionalny Statistitscheski Komitet Kyrgysskoi Respubliki)
  - Regionalabteilung der Oblast Batken
  - Regionalabteilung der Oblast Dschalal-Abad
  - Regionalabteilung der Oblast Naryn
  - Regionalabteilung der Oblast Osch
  - Regionalabteilung der Oblast Talas
  - Regionalabteilung der Oblast Tschüi
  - Regionalabteilung der Oblast Yssyk-Köl
  - Regionalabteilung der Stadt Bischkek
  - Regionalabteilung der Stadt Osch
  - Nationaler Statistikrat (beratendes Gremium zu Fragen der strategischen Entwicklung der amtlichen Statistik)[2]
  - Zentrum für intellektuelle Daten
  - Institut für statistische Forschung und Fortbildung

## Geschichte
Ein statistisches Komitee wurde bereits 1926 per Beschluss des Kara-Kirgisischen Revolutionskomitees gegründet. 1927 wurde es aufgelöst und in das neugegründete Nationale Statistische Komitee der Kirgisischen Autonomen Sozialistischen Sowjetrepublik integriert. 1930 wurde das Komitee abgeschafft; die Aufgaben wurden an Gosplan übertragen. 1936 wurde unter Gosplan die Abteilung für Volkswirtschaftliche Gesamtrechnung gegründet. Diese wurde später der Zentralverwaltung der kirgisischen SSR unterstellt. 1948 wurde die Behörde endgültig aus Gosplan ausgegliedert. 1987 erfolgte eine Umbenennung in Staatliches Komitee für Statistik (Goskomstat). Nach der Unabhängigkeit Kirgisistans von der Sowjetunion erhielt die Behörde ihren heutigen Namen.
Volkszählungen wurden in Kirgisistan 1999, 2009 und zuletzt 2022 durchgeführt. Zuvor nahm Kirgisistan an den allsowjetischen Volkszählungen (1939, 1959, 1970, 1979, 1989) und an der Volkszählung im Russischen Reich 1897 teil.